# Ferdinand Vrba
Ferdinand Vrba est un ancien joueur tchécoslovaque de tennis né à Bratislava le 27 juin 1922 et mort le 8 novembre 1991 à Vienne. Quart de finaliste à Roland Garros en 1946.

## Carrière
À dix-sept alors qu'il joue pour le club des cheminots de Bratislava il se fraye un chemin jusqu'en finale du championnat de Slovaquie qu'il remporte finalement l'année suivante puis également en 1942, 1950 et en double en 1955.
Après sa carrière il a travaillé comme entraineur en Slovaquie puis à la fin des années 1960 il s'installe en Autriche à Schwechat Innsbruck et Vienne (Club Hietzing TC) où il vécut jusqu'à sa mort en 1991.
Il est membre du Tennis Hall of Fame en Slovaquie.
Il joue pour la Tchécoslovaquie en Coupe Davis 4 matchs de simples (3 victoires) lors de trois rencontres, toute à domicile (Prague), contre la Nouvelle-Zélande (1947), le Brésil (1948) et la Suède (1948). 3 simples et un double, seulement 1 défaite en simple par abandon dans le 5e set.
Il joue dans les tournois du Grand Chelem de Roland Garros en 1946 (1/4 perd contre Yvon Petra, cette année-là le tournoi ne comporte que 6 tours), 1947, 1948 et Wimbledon en 1946.
Il apparait au Tournoi du Queen's à Londres en 1946 et celui de Cannes au Carlton en 1947.
Il possédait un coup droit très puissant et rapide et un faible revers.